# 委員会規則 (EC) No. 2257/94
バナナの品質基準を定めた1994年9月16日の委員会規則 (EC) No. 2257/94(Commission Regulation (EC) No. 2257/94 of 16 September 1994 laying down quality standards for bananas)は、1995年1月1日に施行された、欧州連合におけるバナナの諸基準を定めた規則で、「曲がったバナナ法」(bendy banana law)ともあだ名された。その後、2011年12月19日成立の委員会実施細則(Commission Implementing Regulation (EU) No.1333/2011)により、バナナの販売基準が制度化され、バナナ産業におけるこれらの基準と通知義務のコンプライアンス検証について規定が設けられた。この細則は2012年12月9日をもって有効となった。

## 規定
この規則は未熟で青い状態のバナナに対して適用されるものであり、したがって小売業者よりも栽培者や卸売業者をターゲットにしている。主たる規定として、対象となるバナナが市場に出される場合、青く未熟であり、身が固く、無傷で、食用に適しており、「腐敗の影響」を受けておらず、清潔で、害虫がついておらず、また害虫による傷もなく、奇形あるいは異常な曲がり方をしておらず、へこみ等がなく、異味・異臭もないバナナである必要がある。サイズにも最低基準があり（許容範囲と例外はある）、長さが14cm、太さ（等級制）が2.7cm以上と定められた。バナナの品質分類にも最低基準が設けられ、Extra・Class Ⅰ・Class Ⅱに分類された。このうち形およびその他の基準を完全に満たすバナナのみがExtra級に分類される。Class Ⅱのバナナは例えば「形に欠陥」があってもよいが、Class Ⅰのバナナは、「形にわずかに欠陥がある」程度でなければ認められない。とはいえ、これはサイズの分類に関してはあてはまらなかった。最低基準を下回るサイズのバナナの販売はほぼ例外なく禁止だからである（伝統的に小さいサイズの品種を生産している地域のバナナについては、規制の唯一の例外となった）。

## 適用
この規則は1995年1月1日に施行され、その全体が、直接的に欧州連合の全加盟国へ適用された。その後、バナナの販売基準を定めた2011年12月19日の委員会実施細則が制定された。この細則は2012年12月9日より有効となり、バナナ産業における販売基準および通知義務のコンプライアンス検証について規定が設けられた。

## 曲がったバナナ
この規則によれば、高品質なバナナに分類されるには「異常な曲がり方」をしていてはならない。これが、欧州連合は程度を問わず曲がっているバナナであれば等しく販売を禁止するとしてさまざまな噂話につながった。この「曲がったバナナ」という議論は欧州連合の支持者からも懐疑論者からも頻繁に聞かれた。支持者たちは、出所の怪しい、ミスリーディングなユーロに関する都市伝説だとする傾向があり、懐疑論者はこの「曲がったバナナ」をヨーロッパの官僚制度がいかに無駄であるかの一例として利用した。2008年7月29日、欧州委員会は、特定の果物や野菜のサイズや形による品質規制に関わる一部の規則を見直す予備投票を行った。委員会のプレスリリースによると、「昨今は高値がつきながら需要も増大しており、これらの生産物を投棄もしくは廃棄することは合理的ではない」。農業委員長は「このことは、官僚的な形式主義をやめようという我々の強い意欲の現れであり、私はこれが見直されるまで要求を押し通していく。こういったことを規制するのは欧州議会の仕事であるはずがなく、相場師にでも任せたほうがずっといい」との声明を出した。こうして新たな規則(Regulation No.1221/2008)が2009年7月1日をもって有効となった。上記のプレスリリースの内容は盛り込まれず、またバナナにも1994年9月16日の委員会規則 No. 2257にも言及がなかったが、修正点に関する報告書では、バナナの品質規制に関する内容も含まれ、「あの不評だった『真っ直ぐなバナナ』という基準」という表現を用いて直接的ないし明白な参照のされかたもしている。このことは、もともとの規則が実質上「曲がったバナナ」を禁止していたことを自白したも同然であり、「茶番」であったことを認めるものであるとする論者もいる。